# Andrea Mandelli
Andrea Mandelli (Monza, 11 agosto 1962) è un politico e farmacista italiano.

## Biografia
Laureato in Farmacia e farmacista di professione, dal 3 ottobre 2007 è iscritto all'Ordine dei Giornalisti.
Dal 2009 è Presidente della Federazione Ordini Farmacisti Italiani. È inoltre presidente dell'Ordine Interprovinciale dei Farmacisti di Milano, Lodi, Monza e Brianza.

### Attività politica
Alle elezioni amministrative del 2002 viene eletto al consiglio comunale di Monza tra le liste di Forza Italia, mantenendo l'incarico fino al 2007.
Alle elezioni politiche del 2008 viene candidato alla Camera dei deputati, nella circoscrizione Lombardia 1 tra le liste del Popolo della Libertà (lista elettorale che raggruppava principalmente Forza Italia e Alleanza Nazionale), ma non viene eletto.
Alle elezioni amministrative del 2012 si è candidato a sindaco di Monza, sostenuto dal Il Popolo della Libertà (PdL) e La Destra di Francesco Storace, ma non dalla Lega Nord che sostiene il sindaco uscente Marco Mariani. Al primo turno Mandelli ottiene il 20,05 dei voti, accedendo al ballottaggio del 21 maggio contro il candidato del centro-sinistra Roberto Scanagatti del PD. Al ballottaggio viene sconfitto, raccogliendo il 36,61% dei voti contro il 63,39% dello sfidante Scanagatti.

#### Elezione a senatore
Alle elezioni politiche del 2013 è candidato alla Senato della Repubblicanella circoscrizione Lombardia nelle liste del Popolo della Libertà, venendo eletto senatore della XVII Legislatura, nella quale è vicepresidente della 5ª Commissione Bilancio e componente del Comitato parlamentare per i procedimenti di accusa.
Il 16 novembre 2013, contestualmente alla sospensione delle attività del PdL, aderisce alla rinascita di Forza Italia, diventando il successivo 24 gennaio 2014 Responsabile dei rapporti con le professioni e il 24 marzo componente del Comitato di Presidenza del partito.

#### Elezioni a deputato
Alle elezioni politiche del 2018 viene eletto alla Camera nel collegio uninominale Lombardia 1 - 05 (Monza) per il centrodestra in quota Forza Italia, ottenendo il 43,20% e superando Pietro Lorenzo Virtuani del centrosinistra (29,50%) e Luz Marta De Poli del Movimento 5 Stelle (20,71%). Il 12 aprile diventa poi vicepresidente della Commissione speciale per l'esame di atti di governo.
Il 12 maggio 2020 Berlusconi nomina un nuovo coordinamento di Forza Italia, composto da 14 persone, tra le quali c'è anche Mandelli.
Il 10 marzo 2021 è stato eletto vicepresidente della Camera, in sostituzione di Mara Carfagna, dimessasi dopo la nomina a ministra per il Sud.
Alle elezioni politiche anticipate del 2022 viene ricandidato alla Camera nel collegio uninominale Lombardia 1 - 07 (Milano-Loreto), sostenuto dalla coalizione di centro-destra in quota forzista, ottenendo il 35,38% dei voti e venendo sconfitto dal candidato del centro-sinistra Bruno Tabacci (38,44%), risultando dunque non rieletto.

## Pubblicazioni
È autore e coautore di alcune pubblicazioni di carattere divulgativo pubblicati in varie riviste italiane, quali:
- "Neuroimmunotherapy with subcutaneous low-dose interleukin-2 plus the pineal oncostatic hormones melatonin and 5-methoxytryptamine in untreatable advanced solid neoplasm patients with very poor clinical status" Lissoni,P; Mandala,M; Mandelli,A; Fumagalli,L; Division of Radiation Oncology, S.Gerardo Hospital, Milan, Italy. International Journal of Immunotherapy (1999), 15(1), 35-38. Publisher: Bioscience Ediprint Inc., CODEN: IJIMET ISSN 0255-9625. Journal written in English. CAN 131:169051 AN 1999:518069 CAPLUS (Copyright © 2008 ACS on SciFinder ®).
- "Thrombopoietic properties of 5-methoxytryptamine plus melatonin versus melatonin alone in the treatment of cancer-related thrombocytopenia" Lissoni,P.; Bucovec, R.; Bonfanti,A.; Giani, L.; Mandelli, A.; Roselli, M.G.; Rovelli,F.; Fumagalli, L.; Division of Radiation Oncology, S.Gerardo Hospital, Milan, Italy Journal of Pineal Research (2001)-30:123-126. ISSN 0742-3098
- "L'impatto emozionale del generico"- Medicinali equivalenti e Medicinali di marca –Ed. Assogenerici – pag.31 -34.
- "Forum automedicazione: Il ruolo del Farmacista" Andrea Mandelli; Quaderni della SIF (Società Italiana di Farmacologia) – periodico Volume 18 di giugno 2009; 11-13.
- "Il farmacista e la farmacia: evoluzione della professione in Europa" Andrea Mandelli; La nuova impresa farmacia – Ed. Egea, III ed., 2009, 3-12.
- "L'educazione all'uso consapevole del farmaco" Andrea Mandelli; La comunicazione della salute – Raffaello Cortina Editore, I ed., 2009, 380-382.
- "Il farmaco nella relazione farmacista-paziente" Andrea Mandelli; La comunicazione della salute – Raffaello Cortina Editore, I ed., 2009, 383-385.
- "Sicurezza dei pazienti e gestione del rischio clinico: la qualità dell'assistenza farmaceutica" Manuale per la formazione dei farmacisti del SSN edito in collaborazione con il Ministero della Salute, Federazione Ordini Farmacisti Italiani (FOFI) e Società Italiana Farmacisti Ospedalieri e dei Servizi farmaceutici delle Aziende sanitarie (SIFO).
- "Dolore in Italia. Analisi della situazione. Proposte operative" Guido Fanelli, Genfranco Gendini, Pier Luigi Canonico, Gianfranco delle Fave, Pierangelo Lora aprile, Andrea Mandelli, Gioacchino Nicolosi – Recenti progressi in medicina - Volume 103, Numero 4, aprile 2012; 133-141.
- "Recommendation for error prevention in anticancer drug Therapy" S. Ciampalini, L. Guidotti, L. Fabrizio, A. Mandelli, A Ghilardini, F. Bevere presentazione per il 18th Congresso della European Association of Hospital Pharmacists – Parigi 13-15 marzo 2013.
- "Linee di indirizzo degli strumenti per concorrere a ridurre gli errori in terapia farmacologica nell'ambito dei servizi erogati dalle Farmacie di comunità"  - B. Bizzaro, S. Ciampalini, L. Fabrizio, D. Furlan, A. Ghilardini, L. Guidotti, F. Lagona, A. Mandelli, M. Pace, D. Parretti, G. Scrioccaro, C. Seraschi, G. Spata, A. Silvestro, M.R. Tedesco.